# Ylva Mörk
Ylva Charlotta Mörk, född Toftgård 3 december 1972 i Halmstad, är en svensk översättare från ryska och engelska till svenska. Mörk översätter främst skönlitteratur men även facklitteratur och artiklar. Hon är medlem i Sveriges Författarförbund och är fil. mag. i ryska.

## Översättningar (urval)
- Ken Follett: Nattväktarna (Bonniers, 2003)
- Frank Huyler: De osynliga tingens lagar (Bonniers, 2005)
- Andrej Kurkov: Döden och pingvinen (Natur & Kultur, 2006)
- Joshua Ferris: Så fick vi se slutet (Natur & Kultur, 2008)
- Justin Evans: En mörkrädd pojke (Bonniers, 2009)
- Nam Le: Båten (Natur & Kultur, 2010)
- Sarah Waters: Främlingen i huset (Natur & Kultur, 2010)
- Miroslav Penkov: Öster om väst (2244, 2011)
- Anne Fortier: Julia (Bonniers, 2011)
- Domnica Radulescu: Tåg till Trieste (2244, 2012)
- Chad Harbach: Spelets konst (Norstedts, 2013)